# Țigancă (strugure)
Țigancă este un vechi soi românesc de struguri roșii. Era cultivat mai mult în podgoriile din Muntenia și Oltenia. Strugurii aveau boabele mici, ovoide, de culoare negru intens, din care se obțineau vinuri roșii bine colorate.